# Anunciación a Zacarías

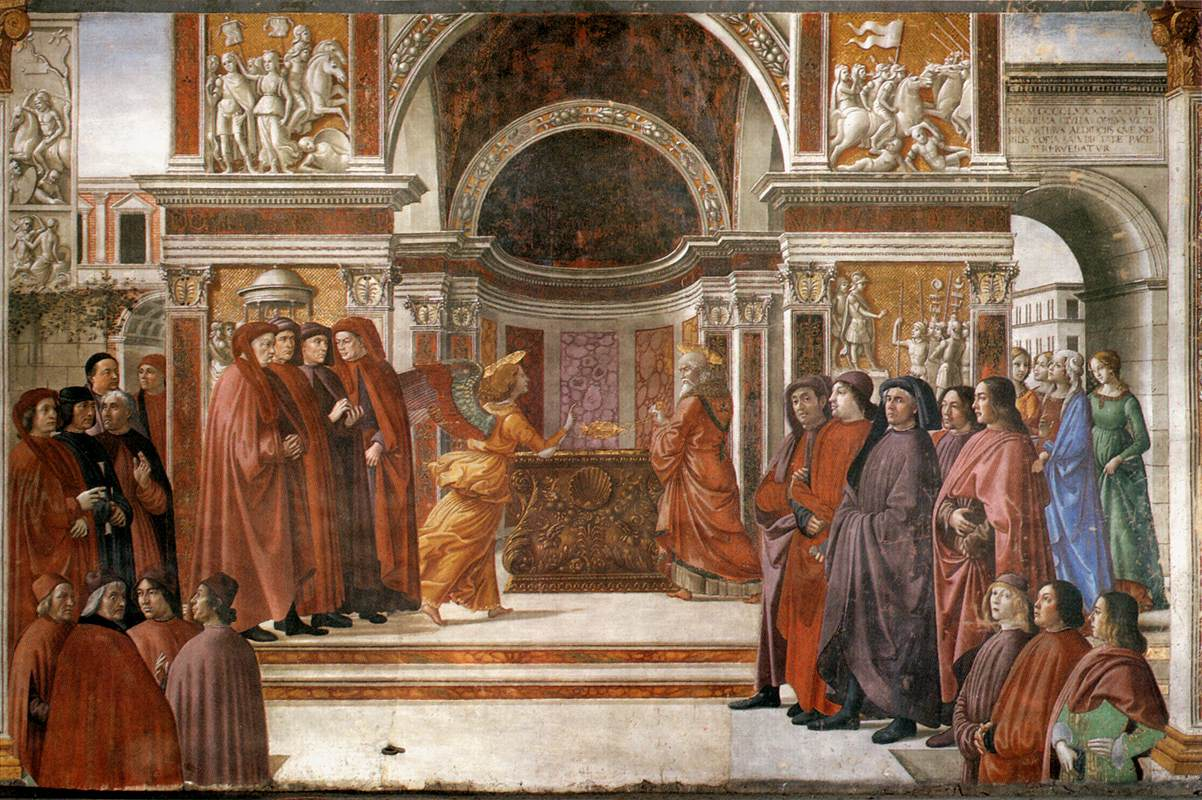
La Anunciación a Zacarías por Domenico Ghirlandaio (fresco en la Capilla Tornabuoni).

La Anunciación a Zacarías es un pasaje de la vida de San Juan Bautista descrito en el primer capítulo del Evangelio según San Lucas que, además, ha constituido un tema artístico.

## Historia
En época de Herodes, en Judea, vivía un sacerdote en el Templo de Jerusalén, llamado Zacarías. Pertenecía al grupo de Abías dentro de los sacerdotes del Templo. Estaba casado con Isabel que era estéril y ambos tenían una edad avanzada. Un día, en una semana en la que su grupo sacerdotal prestaba servicio en el Templo, le tocó entrar en el Sancta Santorum para quemar incienso. Una vez dentro, se le apareció el arcángel Gabriel, quien, tras indicarle que no tuviera miedo, le anunció que su esposa Isabel tendría un hijo al que debía poner por nombre Juan. También le describió el papel de precursor de Cristo de Juan.  Tras las palabras, Zacarías mostró un cierto escepticismo y el arcángel Gabriel le castigó por su incredulidad con quedar mudo hasta que se cumpliera lo que le acababa de anunciar. El pueblo que esperaba en el interior Templo, fuera del Sancta Sanctorum se inquietó por la tardanza en salir de Zacarías, una vez salió, comprendieron por sus señas que había tenido una visión y que había enmudecido. Tras finalizar la semana de servicio de su grupo en el Templo, volvió a su casa. Pasados algunos días su esposa Isabel quedó embarazada. Zacarías achacó esta acción de Dios a la voluntad de Dios de limpiar su oprobio.

## Significado
Según la Escuela Bíblica de Jerusalén este relato se inspira  en varios pasajes del Antiguo Testamento, como: la aparición del ángel a Gedeón o la anunciación del nacimiento de Sansón, ambos en el Libro de los Jueces.

Se ha señalado un paralelismo con la Anunciación a María. Según Juan Pablo II, en contraposición a esta:
En la narración de san Lucas captamos la situación más favorable de Zacarías y lo inadecuado de su respuesta. Recibe el anuncio del ángel en el templo de Jerusalén, en el altar delante del "Santo de los Santos" (cf. Ex 30, 6-8); el ángel se dirige a él mientras ofrece el incienso; por tanto, durante el cumplimiento de su función sacerdotal, en un momento importante de su vida; se le comunica la decisión divina durante una visión. Estas circunstancias particulares favorecen una comprensión más fácil de la autenticidad divina del mensaje y son un motivo de aliento para aceptarlo prontamente.
De igual forma se ha destacado las diferencias del sujeto anunciado (Zacarías-María)

## En el arte
La anunciación a Zacarías ha sido representada en el arte al menos de la Edad Media. Desde el siglo XV, gran parte de las  representaciones se ha incluido dentro de ciclos artísticos sobre la vida de Juan el Bautista. Para su representación se han utilizado distintos soportes desde iconos (principalmente en la Edad Media) hasta relieves, pasando por grabados y especialmente pinturas en todas sus técnicas. 

La Anunciación de Zacarías en el arte
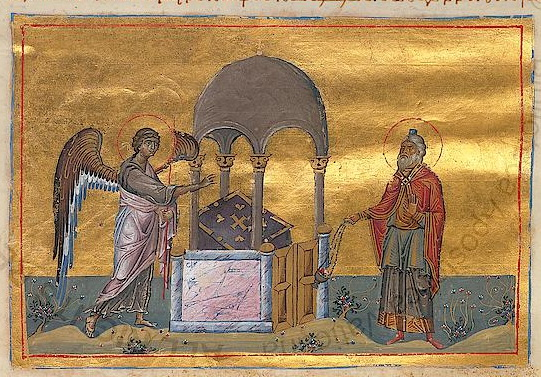
En un ícono del siglo XI.
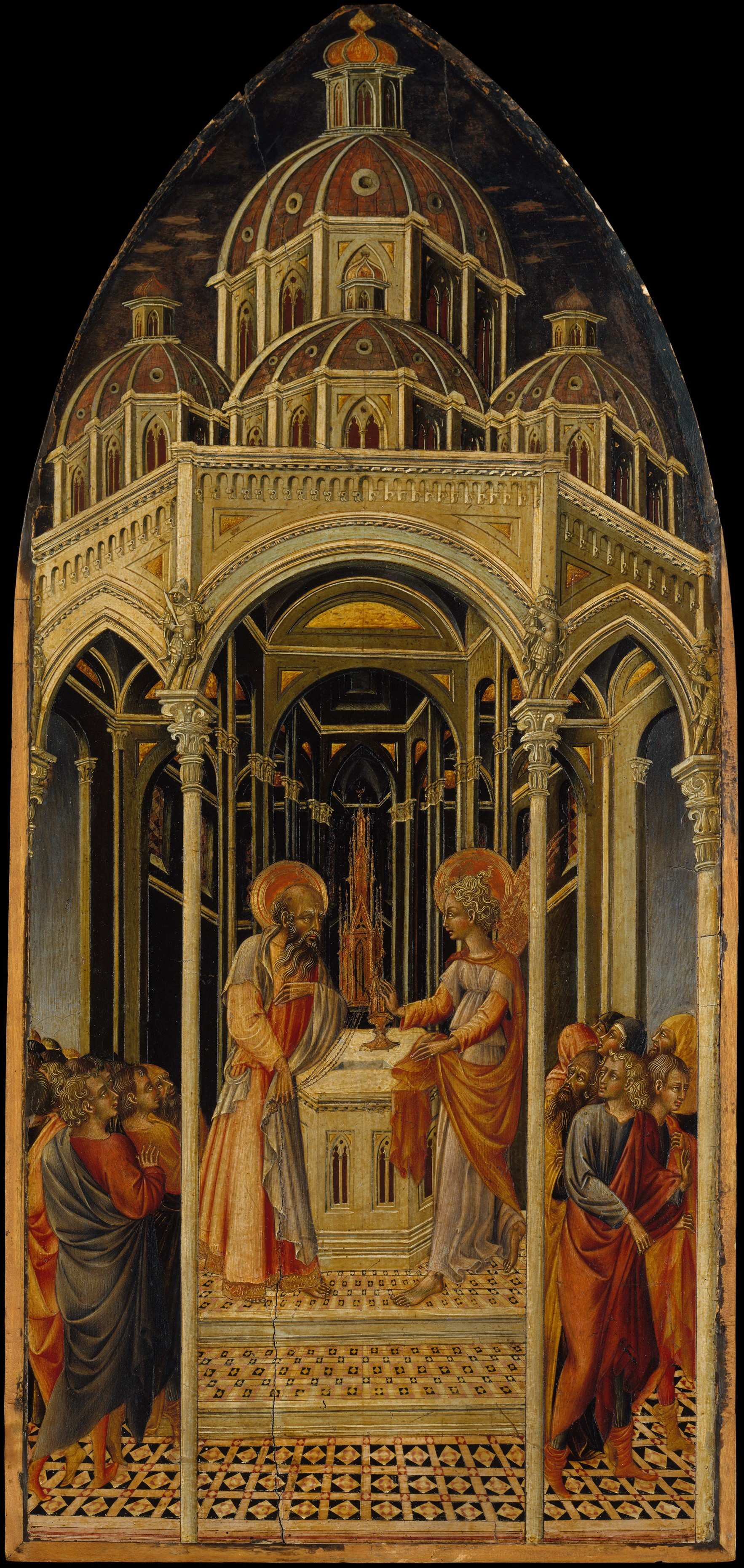
Por Giovanni di Paolo (1455 –60).
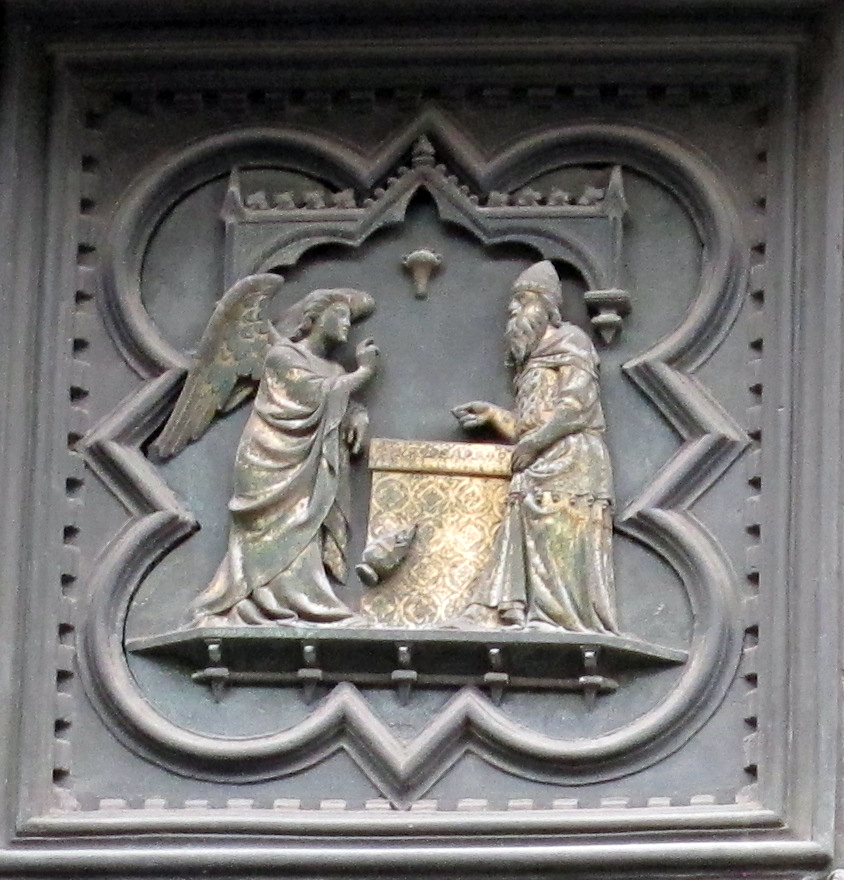
En un relieve de la puerta sur del Baptisterio de Florencia.
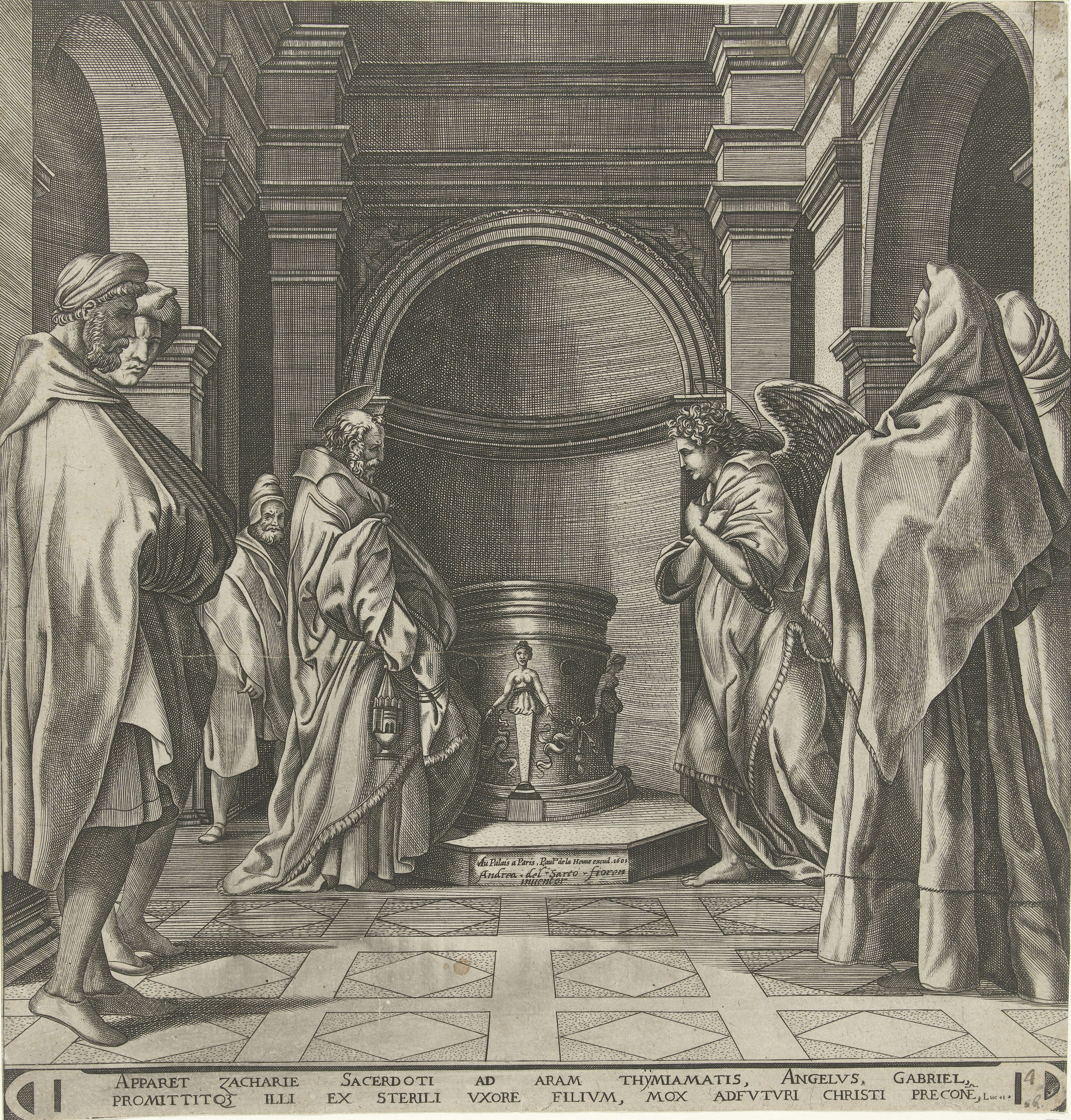
En un grabado de Pieter van der Heyden según Andrea del Sarto.
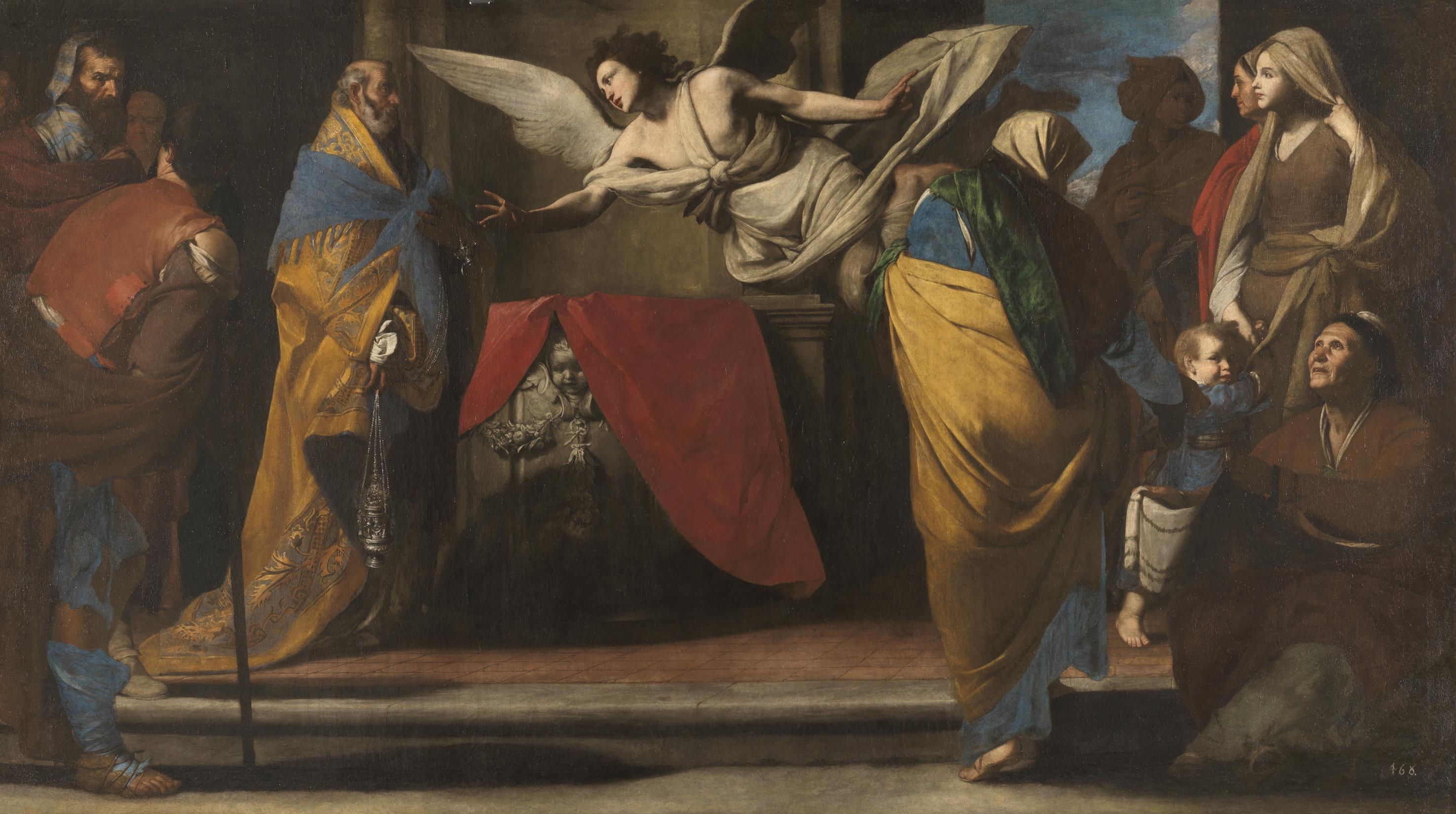
Por Massimo Stanzione (1635).
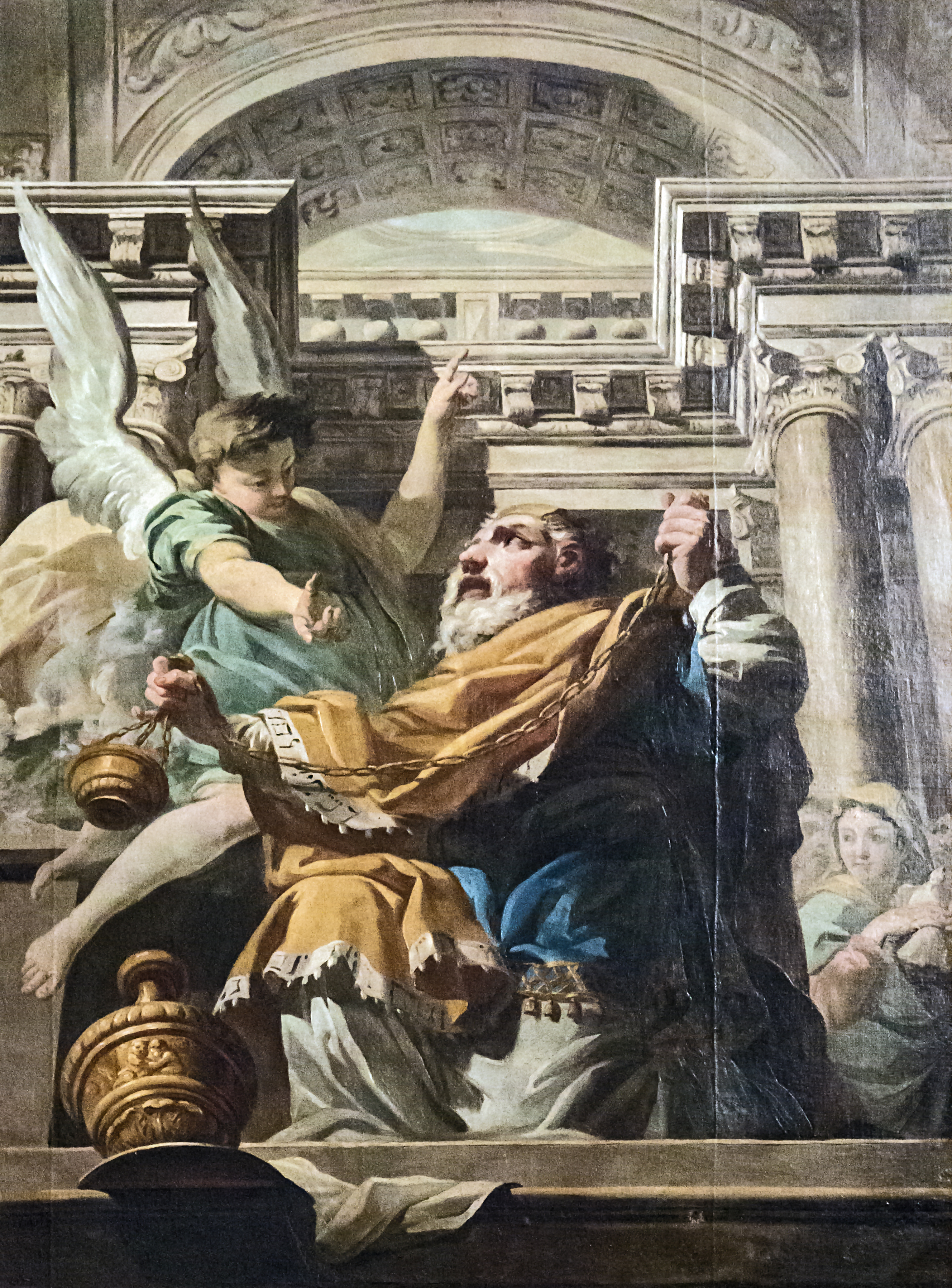
Por Despax en el siglo XVIII.
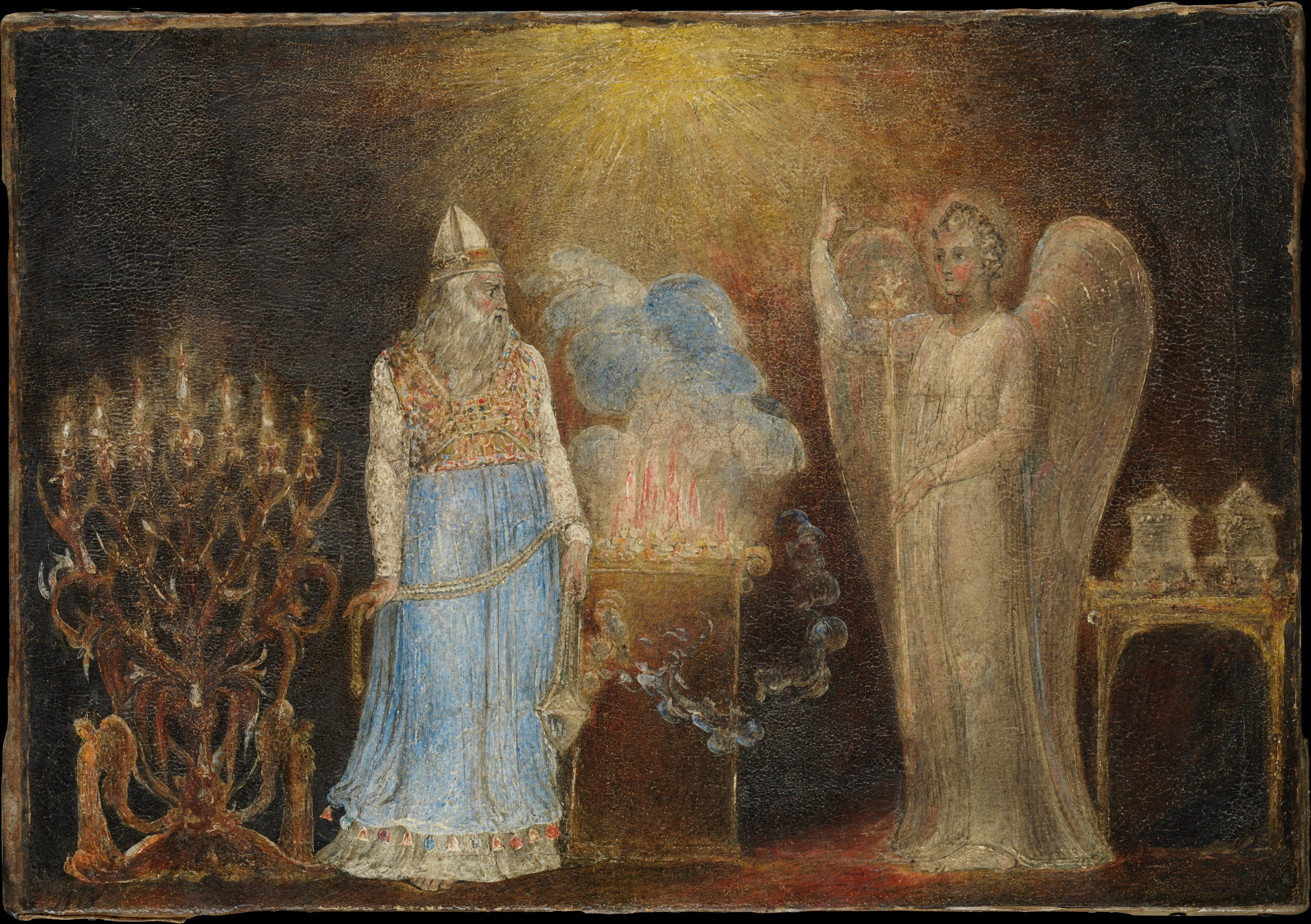
Por William Blake (1799-1800).

### Individuales
1. ↑  Aranda-Pérez, G. (Gonzalo) (1982). La concepción virginal de Jesús. ISSN 0036-9764. doi:10.15581/006.14.20691. Consultado el 26 de febrero de 2023.
2. ↑  Juan Pablo II (3 de julio de 1996). «La fe de la Virgen María». Santa Sede. Libreria Editrice Vaticana.
3. ↑  Bosch-Veciana, Antoni (2016). «Lenguaje y sentido en la anunciación a María». Revista Catalana de Teologia 41 (1): 95-121. ISSN 2385-4715. Consultado el 26 de febrero de 2023.
4. ↑  Riestra, J. A. (José Antonio) (1993). El Espíritu Santo y María en el misterio de la Anunciación. ISSN 0036-9764. Consultado el 26 de febrero de 2023.